# Військовий бісквіт

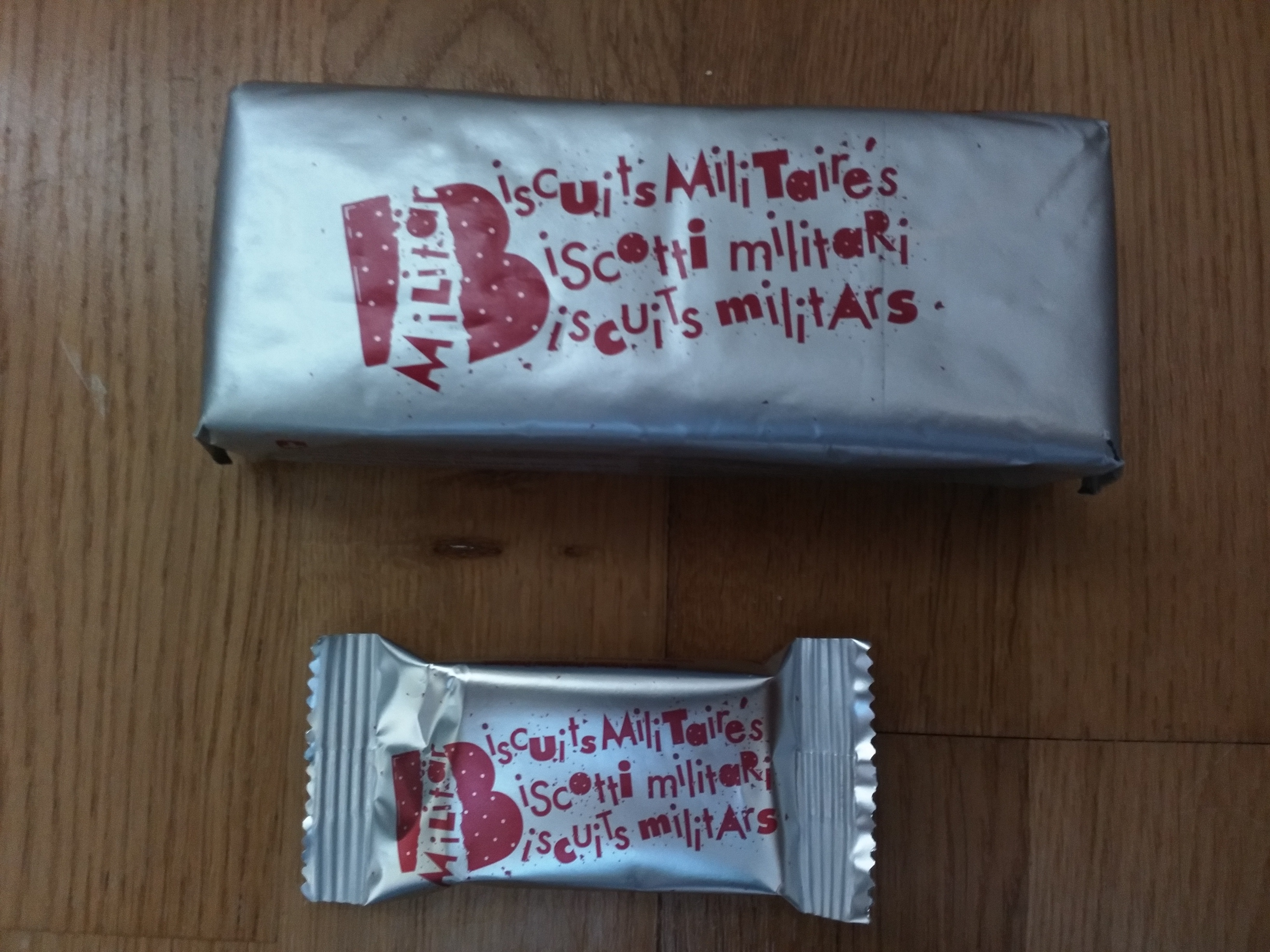
Militärbiscuits Стандартна та дрібна упаковка

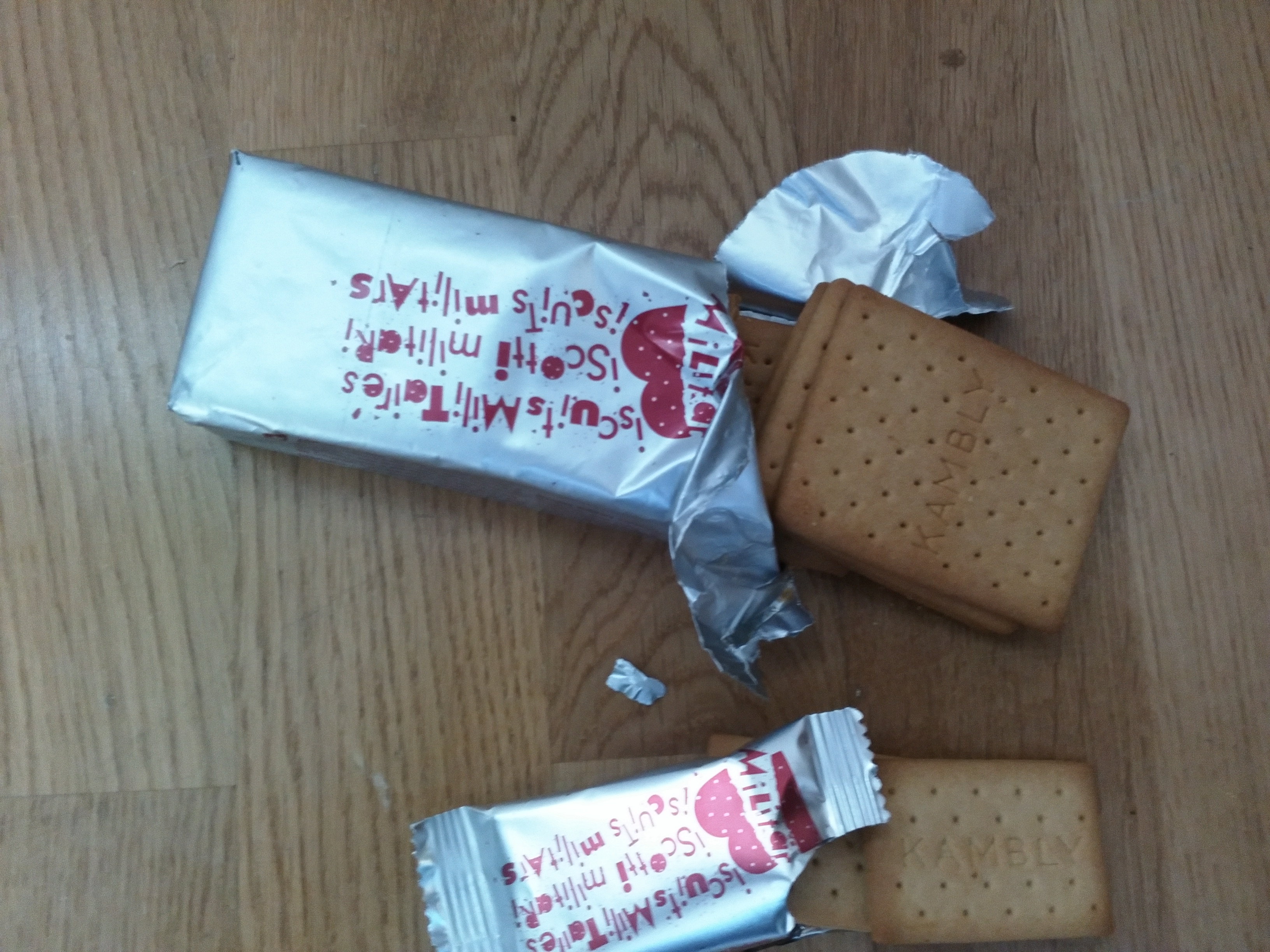
Відкрита упаковка

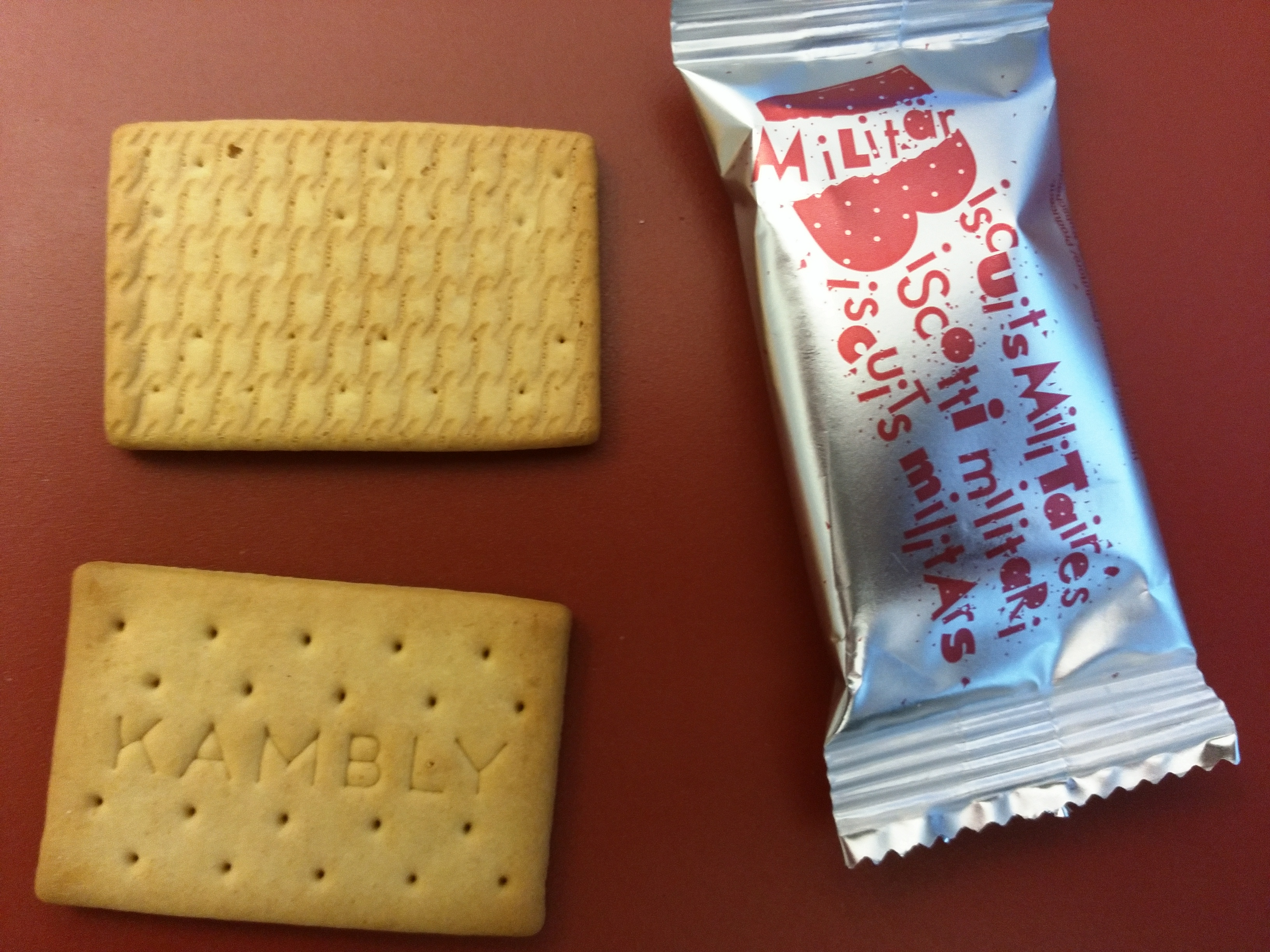
Малий пакет Militärbiscuits і обидві сторони

Військовий бісквіт (нім. Militärbiscuit; фр. biscuits militaires; італ. biscotti militari; ромш. biscuits militars;) є харчовою складовою швейцарської армії.

## Історія
Оскар Дж. Камблі, керівник традиційної швейцарської компанії Kambly SA в другому поколінні, розробив рецепт нейтральної на смак випічки в 1959 році. Він мав замінити військовий Zwieback, відомий як Bundesziegel німецькою мовою (федеральна цегла), і мав бути сумісним із сиром чи ковбасою, а також із шоколадом. Він повинен мати термін придатності не менше трьох років. З 1959 року армія щороку роздає солдатам близько мільйона порцій військового печива. Військове печиво користується популярністю і серед цивільного населення Швейцарії.
Деякі приватники продавали військове печиво, чому спочатку хотіла перешкодити ДПСУ, оскільки торгівля армійськими продуктами харчування заборонена. Це також зазначено на упаковці. З 2010 року Kambly, як і раніше виробник військового печива, має право продавати його великим дистриб'юторам. Упаковка повинна відрізнятися від печива, яке виготовляється для армії.
З 2009 року печиво також роздають разом із військовим шоколадом у подарунковій упаковці з присвятою Головнокомандувача Збройних Сил воїнам, які виконали військовий обов'язок. 25 000 таких подарункових коробок включають регулярне щорічне виробництво для випуску на рік для солдатів у Швейцарії.
На додаток до стандартної упаковки, військове печиво також доступне як рекламний товар з двома шматками, упакованими в маленьку упаковку по 9 г.

## Інгредієнти та харчові цінності

#### Інгредієнти
Борошно пшеничне, крохмаль картопляний, олія пальмова, глюкоза, цукор, молоко сухе, солод, розпушувач, гідрокарбонат натрію, гідрокарбонат амонію, сіль.

#### Харчова цінність на 100 грам
- 450 кіло калорій
- 14 грамів жиру
- 73 грами вуглеводів
- 15 грамів з яких цукру
- 6,9 грам білка
- 1,9 грама солі